# Arturo Pellerano Castro
Arturo Bautista Perellano Castro, quien usó el seudónimo de Byron, nació en Santo Domingo (República Dominicana) el 13 de marzo de 1865 mientras sus padres se encontraban exiliados, destacado escritor. 

## Biografía
Murió relativamente joven antes de los 60 años, en Santo Domingo el 5 de mayo de 1916. Se encuentra hoy sepultado en el templo Regina Angelorum. Sus padres fueron Don Emmanuel María Pellerano Bonetti y Doña Teresa de Castro. Fue nieto de Juan Bautista Pellerano Costa, nativo de Santa Margarita Ligur, en el norte de Italia, primer emigrante de la familia Pellerano llegado a la isla de Santo Domingo; además, él era primo de Arturo Pellerano Alfau. Su bisabuelo, Juan Nepomuseno Bonnetti, nacido en San Remo (norte de Italia), fue el primer Bonetti en llegar a la República Dominicana. Realizó sus primeros estudios en el Colegio San Luís Gonzaga, donde estudiaban los hombres más notables de letras de esa época, dirigido entonces por el presbítero Francisco Xavier Billini. Allí se hizo muy amigo de los Hermanos Deligne: Gastón Fernando y Rafael, destacados escritores dominicanos. Tomó por esposa a Isabel Amechazurra y Machín, distinguida joven poetisa cubana, de delicada inspiración. Alternó su vida entre la poesía y su trabajo como funcionario y contable.
Disfrutaba del tranquilo goce del hogar y de las alegres tertulias nocturnas y, como la mayoría de los modernistas, fue un típico bohemio. Es un ejemplo vivo de esta faceta de su vida su poema “Champagne”. Frecuentaba entonces una pequeña plaza, que hoy en día tiene su nombre, en la calle Isabel la Católica, próximo al sitio en que vivía, en la calle Arzobispo Meriño. A principios del siglo XX fue redactor del periódico El Listín Diario, publicando entonces numerosos trabajos humorísticos, de prosa y versos. Publicaba regularmente en: “Los Lunes del Listín” y en la revista “Letras y Ciencias”, “Revista Ilustrada” y “La Cuna de América”.
Fue un destacado poeta lírico, los temas de sus poemas eran: lo nativo, la naturaleza, los ambientes populares y la vida de campo. La naturaleza fresca, los ambientes populares y la vida en el campo son el escenario que una y otra vez le atrae para sus rimas en las que todo es sencillo y natural sin querer buscar dramatismos o sufrimientos.

## Sobre sus Obras
Con sus “Criollas” dejó a un lado la influencia extranjera para crear un arte dominicano, escribió sobre la vida campesina y sus características, todo esto con un aire romántico y de sencillo ingenio. Ver como ejemplo su corto poema “Sombras”. Sabía como sintetizar la emoción de un momento con trazo intenso y breve. Supo concentrar todas las características de lo cotidiano y rural, en palabras sencillas y fáciles de entender. Sus obras principales son: la Colección entera de “Criollas” y “De Casa”, colección la cual contiene un poema para cada uno de sus hijos. También están: “Champagne”, “Americana”, “En el Cementerio”, “Sombras”, “Acuarela”.

## Obras
- Criollas
- Sombras
- De Casa
- Champagne
- Americana
- En el Cementerio
- Acuarela

Los críticos están de acuerdo en que como poeta no aprovechó totalmente su talento y en que la mayoría de sus poemas se quedaron en la superficialidad. De todos modos sus obras sencillas, impregnadas de humor que resultan agradables y fáciles de entender.